# Apenburg-Winterfeld
Apenburg-Winterfeld – miasto (niem. Flecken) w Niemczech, w kraju związkowym Saksonia-Anhalt w powiecie Altmarkkreis Salzwedel, wchodzi w skład gminy związkowej gmina związkowa Beetzendorf-Diesdorf.